# Райков, Иван Иосифович
Иван Иосифович Райков (1918—1999) — советский инженер-конструктор и учёный в области создания жидкостных ракетных двигателей для ракетно-космической техники, участник создания и запуска первого искусственного спутника Земли и космического корабля «Восток-1», участник советской лунной программы, ДОКТОР технических наук (1958), лауреат Ленинской премии  (1957).

## Биография
Родился 10 ноября 1918 года в селе Григорьевское, Тульского уезда Тульской губернии.

### Образование и учёные звания
С 1941 по 1946 год заочно, без отрыва от основной работы обучался в Московском авиационном институте имени Серго Орджоникидзе. 

### Начальная деятельность и участие в разработках жидкостных ракетных двигателей
С 1941 по 1955 год в том числе в период Великой Отечественной войны на научно-исследовательской работе в КБ завода № 293 (филиал НИИ-1) Народного комиссариата авиационной промышленности СССР в городе Химки в должности инженера отдела авиационных двигателей под руководством А. М. Исаева, И. И. Райков являлся участником разработок в области реактивной техники, в том числе первого ракетного самолёта с жидкостным ракетным двигателем «БИ-1». 
В 1945 году И. И. Райков в составе группы специалистов был направлен в Германию для изучения жидкостных двигателей немецких ракетных истребителей и изучения конструкции и технологии производства первой в мире немецкой баллистической ракеты дальнего действия «Фау-2» разработанной конструктором Вернером фон Брауном. С 1952 по 1955 год — руководитель сектора НИИ-1 Министерства авиационной промышленности СССР, И. И. Райков занимались созданием площадок по созданию жидкостных ракетных двигателей.

### ВОКБ-1и создание ракетно-космической техники
С 1955 года на научно-исследовательской работе в ОКБ-1 НИИ-88 (с 1966 года — Центральное конструкторское бюро экспериментального машиностроения, с 1974 года — НПО «Энергия») под руководством С. П. Королёва, работал в должностях: с 1955 по 1966 год — заместитель начальника и начальник отдела № 12. В 1958 году И. И. Райкову ВАК СССР без защиты диссертации была присуждена учёная степень — доктор технических наук. С 1966 по 1981 год — заместитель руководителя комплекса, с 1981 по 1987 год — старший научный сотрудник.
И. И. Райков занимался разработкой и созданием экспериментально-испытательной станции жидкостных ракетных двигателей с прецизионным измерением расходов компонентов топлива и тяги в вакууме. И. И. Райков внёс весомый вклад в создание рулевых двигателей, которые использовались во время первых полётов жидкостных одноступенчатых баллистических ракет средней дальности «Р-5» и «Р-7», а так же созданных на основе последней  первого искусственного спутника Земли в 1957 году и ракет-носителей «Восток», в том числе космического корабля-спутника «Восток-1» с осуществлением первого в мире полёта этого корабля с космонавтом Ю. А. Гагариным в 1961 году. ОКБ-1 под руководством И. И. Райкова совместно с ФЭИ под руководством А. И. Лейпунского для межпланетного пилотируемого корабля был разработан эскизный проект ядерного электроракетного двигателя «ЯЭРД-2200» в 1965 году. И. И. Райков был участником разработки жидкостного ракетного двигателя для блока  автоматических межпланетных станций для изучения Луны и космического пространства серии «Луна», участвовал в разработке жидкостных ракетных двигателей и двигательной установки блоков «И» и «Л» для одноразовой четырёхступенчатой ракеты-носителя среднего класса «Молния» для выведения в космическое пространство автоматических межпланетных станций для изучения Венеры и Марса. И. И. Райков в рамках советской лунной программы был участником разработки жидкостного ракетного двигателя для многоцелевых ракетных блоков «Д» и «ДМ» в комплексе Н1-Л3 для ракеты-носителя сверхтяжёлого класса «Н-1» и экспедиционного космического корабля Л3. И. И. Райков был одним из участников работ по созданию космической программы советской многоразовой транспортной космической системы «Энергия — Буран».
18 декабря 1957 года «закрытым» Постановлением ЦК КПСС и СМ СССР № 1418-657 «За большие успехи в деле развития ракетной науки и техники и успешное создание и запуск в Советском Союзе первого искусственного спутника Земли (за создание ракеты-носителя искусственного спутника Земли)» И. И. Райков был удостоен Ленинской премии.
21 декабря 1957 года «закрытым» Указом Президиума Верховного Совета СССР № 253/34 «За успешное выполнение специального задания Советского Правительства по созданию образцов ракетной техники, космического корабля спутника "Восток" и осуществление первого в мире полёта этого корабля с человеком на борту» И. И. Райков был награждён орденом Ленина.
29 декабря 1961 года «закрытым» Постановлением Президиума АН СССР № 1143 была присуждена Медаль в честь запуска в СССР первого в мире искусственного спутника Земли.

### Смерть
Скончался 1 января 1999 года в Москве, похоронен на Донском кладбище.

## Награды
- Орден Ленина (17.06.1961 — «За успешное выполнение специального задания Советского Правительства по созданию образцов ракетной техники, космического корабля спутника "Восток" и осуществление первого в мире полёта этого корабля с человеком на борту»)
- два Ордена Трудового Красного Знамени (№ 222/599 от 16.09.1945 — «За образцовое выполнение задания Советского Правительства в области конструирования и создания образцов новой техники»[6]; 20.04.1956 — «За создание и принятие на вооружение ракеты Р-5М»)
- Медаль «За оборону Москвы» (1944)

### Премии
- Ленинская премия (№ 1418-657 от 18.12.1957)[2][1][3][7]